# Fachkundige Stelle
Als fachkundige Stelle wird in Deutschland im Rahmen der Sozialgesetzgebung eine Einrichtung bezeichnet, die über bestimmte Fachleute verfügt, um eine schriftliche Stellungnahme zu einem Sachverhalt abzugeben.  

## Existenzgründung
Wer für eine Existenzgründung aus der Arbeitslosigkeit einen Gründungszuschuss bei der Arbeitsagentur oder der Deutschen Rentenversicherung beantragt, muss nach § 93 Abs. 2 S. 2 SGB III die Tragfähigkeit der Existenzgründung durch das Gutachten einer sogenannten fachkundigen Stelle nachweisen. Diese kann vom Gründer frei gewählt werden. Eine fachkundige Stellungnahme kann auch bei Finanzierungsfragen (z. B. Darlehen, Zuschüsse) durch den genehmigenden Kapitalgeber (z. B. Wirtschaftsförderung, Kreditinstitute) gefordert werden.

## Stellen
Fachkundige Stellen sind insbesondere
- Industrie- und Handelskammern,
- Handwerkskammern,
- Fachverbände,
- Kreditinstitute,
- Steuerberater,
- Wirtschaftsprüfer,
- Unternehmensberater,
- sonstige Institutionen (z. B. Rechtsanwalts-, Ärzte-, Architektenkammer) und
- Rechtsanwälte (nur, soweit sie auf Wirtschaftsrecht spezialisiert sind).

## Aufgaben
Die Stellungnahme dient der Prüfung auf Realisierbarkeit und Tragfähigkeit des Gründungsvorhabens zu Beginn und Ende des Förderzeitraums. Geprüft werden die persönlichen und fachlichen Voraussetzungen, welche der Gründer zur Basis seiner Entscheidung macht, sowie insbesondere das Zahlenwerk im Businessplan (Kapitalbedarf, Kostenstruktur und Rentabilität). Die Stellungnahme der fachkundigen Stelle ist die Feststellung der Plausibilität des Gründungskonzepts. Keinesfalls ist damit eine Garantie auf Erfolgswirksamkeit verbunden. Zu den Elementen gehören im Einzelnen:
- Angaben zum Gründer
- Angaben zum geplanten Gründungszeitpunkt
- Angaben zur Geschäftsidee (in einigen Sätzen)
- Angaben zum Ort der Selbständigkeit (z. B. eigene Werkstatt, Reisegewerbe usw.)
- Angaben zum Gutachter
- Angaben zu den vorgelegten Unterlagen (in der Regel Lebenslauf, Kapitalbedarfs- und Finanzierungsplan, Umsatz- und Rentabilitätsvorschau)
- Stellungnahme zur Tragfähigkeit auf der Basis der vorgelegten Unterlagen sowie des regelmäßig dazugehörenden Gesprächs
- Erklärung zur Weiterleitung der Stellungnahme an die anfordernde Institution (z. B. bei Überbrückungsgeld oder Existenzgründungszuschuss an die Arbeitsagentur)

## Stellungnahmen
Bei der Wahl der fachkundigen Stelle ist zu berücksichtigen, dass einige Stellen eine Gebühr für die Bearbeitung verlangen, welche häufig zwischen 30 € und 150 € beträgt. In der Regel kostenfrei sind Stellungnahmen der IHK und HWK. Deren Berater sind jedoch selbst nicht unternehmerisch tätig und können kaum eigene Erfahrungen als Unternehmer einbringen. Dennoch legen Fördermittelgeber bestimmte Qualitätskriterien an. Die fachkundige Stellungnahme soll sich nicht nur abstrakt auf einen schriftlichen Businessplan beziehen. Sondern auch Intervieweindrücke, Gründungsmotivation und  Gründerpersönlichkeit berücksichtigen. 

## Geschichte
Gutachten einer fachkundigen Stellen wurden erstmals mit der Einführung des Überbrückungsgeldes verlangt. Bis zur Einführung des Gründungszuschusses am 1. August 2006 galt dies auch bei der Förderung der so genannten Ich-AG. In einer seinerzeit erlassenen Geschäftsanweisung stellte die Bundesagentur für Arbeit klar, dass sie selbst mangels Kapazität nicht als fachkundige Stelle fungieren könne.  Fachkundige Stellen für Existenzgründung nach § 93 SGB III sind nicht zu verwechseln mit fachkundigen Stellen nach § 177 SGB III, die nach der Anerkennungs- und Zulassungsverordnung Weiterbildung (AZWV) Bildungsträger für den Bildungsgutschein und andere Maßnahmeträger  zertifizieren.